# Dodson Rocks
Die Dodson Rocks sind zwei kleine und dunkle Felsvorsprünge auf der Südseite von Single Island im westlichen Abschnitt des Amery-Schelfeises vor der Küste des ostantarktischen Mac-Robertson-Lands.
Teilnehmer der Australian National Antarctic Research Expeditions (ANARE) entdeckten sie im Jahr 1969 bei einem Überflug. Luftaufnahmen entstanden 1971 bei einer weiteren Kampagne dieser Expeditionsreihe. Namensgeber ist Richard G. Dodson, leitender Geologe bei der ANARE-Kampagne in den Prince Charles Mountains im Jahr 1971.